# Lista de melhores marcadores da Primeira Liga
Este artigo lista os melhores marcadores da Primeira Liga desde a sua criação na época 1934–35 até à atualidade.

## Melhores Marcadores por Época
A Bola de Prata, instituída pelo Jornal A Bola, é o prémio anualmente atribuído ao melhor marcador da Primeira Liga.

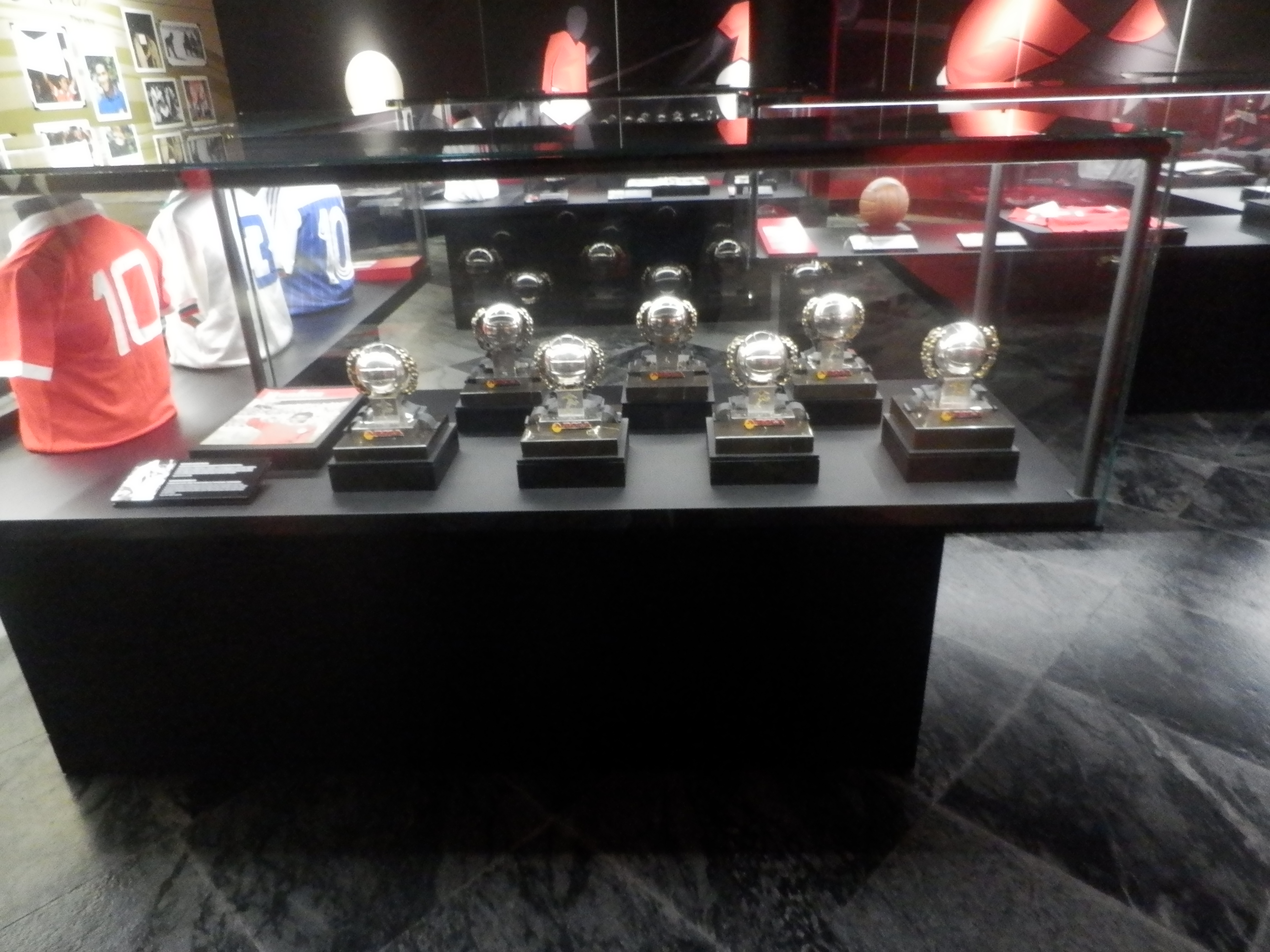
As 7 Bolas de Prata de Eusébio, expostas no Museu Cosme Damião, recorde na Primeira Liga.

| Época    | Bola de Prata                        | Clube             | Golos |
| -------- | ------------------------------------ | ----------------- | ----- |
| 1934–135 | Manuel Soeiro                        | Sporting          | 14    |
| 1935–136 | Pinga                                | FC Porto          | 21    |
| 1936–37  | Manuel Soeiro (2)                    | Sporting          | 23    |
| 1937–38  | Fernando Peyroteo                    | Sporting          | 34    |
| 1938–39  | Costuras                             | FC Porto          | 18    |
| 1939–40  | Fernando Peyroteo (2) Slavko Kodrnja | Sporting FC Porto | 29    |
| 1940–41  | Fernando Peyroteo (3)                | Sporting          | 29    |
| 1941–42  | Correia Dias                         | FC Porto          | 36    |
| 1942–43  | Julinho                              | Benfica           | 24    |
| 1943–44  | Francisco Rodrigues                  | V. Setúbal        | 28    |
| 1944–45  | Francisco Rodrigues (2)              | V. Setúbal        | 21    |
| 1945–46  | Fernando Peyroteo (4)                | Sporting          | 39    |
| 1946–47  | Fernando Peyroteo (5)                | Sporting          | 43    |
| 1947–48  | António Araújo                       | FC Porto          | 35    |
| 1948–49  | Fernando Peyroteo (6)                | Sporting          | 39    |
| 1949–50  | Julinho (2)                          | Benfica           | 28    |
| 1950–51  | Manuel Vasques                       | Sporting          | 29    |
| 1951–52  | José Águas                           | Benfica           | 28    |
| 1952–53  | Matateu                              | Belenenses        | 29    |
| 1953–54  | João Martins                         | Sporting          | 31    |
| 1954–55  | Matateu (2)                          | Belenenses        | 32    |
| 1955–56  | José Águas (2)                       | Benfica           | 28    |
| 1956–57  | José Águas (3)                       | Benfica           | 30    |
| 1957–58  | Arsénio Duarte                       | CUF Barreiro      | 23    |
| 1958–59  | José Águas (4)                       | Benfica           | 26    |
| 1959–60  | Edmur Ribeiro                        | V. Guimarães      | 25    |
| 1960–61  | José Águas (5)                       | Benfica           | 27    |
| 1961–62  | Azumir Veríssimo                     | FC Porto          | 23    |
| 1962–63  | José Torres                          | Benfica           | 26    |
| 1963–64  | Eusébio                              | Benfica           | 28    |
| 1964–65  | Eusébio (2)                          | Benfica           | 28    |
| 1965–66  | Eusébio (3) Ernesto Figueiredo       | Benfica Sporting  | 25    |
| 1966–67  | Eusébio (4)                          | Benfica           | 31    |
| 1967–68  | Eusébio (5)                          | Benfica           | 42    |
| 1968–69  | Manuel António                       | Académica         | 19    |
| 1969–70  | Eusébio (6)                          | Benfica           | 20    |
| 1970–71  | Artur Jorge                          | Benfica           | 23    |
| 197172   | Artur Jorge (2)                      | Benfica           | 27    |
| 1972–73  | Eusébio (7)                          | Benfica           | 40    |
| 1973–74  | Hector Yazalde                       | Sporting          | 46    |
| 1974–75  | Hector Yazalde (2)                   | Sporting          | 30    |
| 1975–76  | Rui Jordão                           | Benfica           | 30    |
| 1976–77  | Fernando Gomes                       | FC Porto          | 26    |
| 1977–78  | Fernando Gomes (2)                   | FC Porto          | 25    |
| 1978–79  | Fernando Gomes (3)                   | FC Porto          | 27    |
| 1979–80  | Rui Jordão (2)                       | Sporting          | 31    |
| 1980–81  | Nené                                 | Benfica           | 20    |
| 1981–82  | Jacques Pereira                      | FC Porto          | 27    |
| 1982–83  | Fernando Gomes (4)                   | FC Porto          | 36    |
| 1983–84  | Nené (2) Fernando Gomes (5)          | Benfica FC Porto  | 21*   |
| 1984–85  | Fernando Gomes (6)                   | FC Porto          | 39    |
| 1985–86  | Manuel Fernandes                     | Sporting          | 30    |
| 1986–87  | Paulinho Cascavel                    | V. Guimarães      | 22    |
| 1987–88  | Paulinho Cascavel (2)                | Sporting          | 23    |
| 1988–89  | Vata Garcia                          | Benfica           | 16    |
| 1989–90  | Mats Magnusson                       | Benfica           | 33    |
| 1990–91  | Rui Águas                            | Benfica           | 25    |
| 1991–92  | Ricky                                | Boavista          | 30    |
| 1992–93  | Jorge Cadete                         | Sporting          | 18    |
| 1993–94  | Rashidi Yekini                       | V. Setúbal        | 21    |
| 1994–95  | Hassan                               | Farense           | 21    |
| 1995–96  | Domingos                             | FC Porto          | 25    |
| 1996–97  | Mário Jardel                         | FC Porto          | 30    |
| 1997–98  | Mário Jardel (2)                     | FC Porto          | 26    |
| 1998–99  | Mário Jardel (3)                     | FC Porto          | 36    |
| 1999–00  | Mário Jardel (4)                     | FC Porto          | 38    |
| 2000–01  | Pena                                 | FC Porto          | 22    |
| 2001–02  | Mário Jardel (5)                     | Sporting          | 42    |
| 2002–03  | Simão Fary Faye                      | Benfica Beira-Mar | 18*   |
| 2003–04  | Benni McCarthy                       | FC Porto          | 20    |
| 2004–05  | Liédson                              | Sporting          | 25    |
| 2005–06  | Meyong                               | Belenenses        | 17    |
| 2006–07  | Liédson (2)                          | Sporting          | 15    |
| 2007–08  | Lisandro López                       | FC Porto          | 24    |
| 2008–09  | Nenê                                 | Nacional          | 20    |
| 2009–10  | Óscar Cardozo                        | Benfica           | 26    |
| 2010–11  | Hulk                                 | FC Porto          | 23    |
| 2011–12  | Óscar Cardozo (2) Lima               | Benfica SC Braga  | 20*   |
| 2012–13  | Jackson Martínez                     | FC Porto          | 26    |
| 2013–14  | Jackson Martínez (2)                 | FC Porto          | 20    |
| 2014–15  | Jackson Martínez (3)                 | FC Porto          | 21    |
| 2015–16  | Jonas                                | Benfica           | 32    |
| 2016–17  | Bas Dost                             | Sporting          | 34    |
| 2017–18  | Jonas (2)                            | Benfica           | 34    |
| 2018–19  | Haris Seferović                      | Benfica           | 23    |
| 2019–20  | Carlos Vinicius                      | Benfica           | 18    |
| 2020–21  | Pedro Gonçalves                      | Sporting          | 23    |
| 2021–22  | Darwin Núñez                         | Benfica           | 26    |
| 2022–23  | Mehdi Taremi                         | Porto             | 22    |
| 2023–24  | Viktor Gyökeres                      | Sporting          | 29    |
| 2024-25  | Viktor Gyökeres                      | Sporting          | 39    |

Nota: * indica um prémio ex aequo.

## Melhores Marcadores por Clube
| Nº | Clube                | Troféus | Jogadores |
| -- | -------------------- | ------- | --- |
| 1º | Benfica              | 31      | Eusébio (7), José Águas (5), Julinho (2), Artur Jorge (2), Nené (2), Óscar Cardozo (2), Jonas (2), José Torres, Rui Jordão, Vata Garcia, Mats Magnusson, Rui Águas, Simão, Haris Seferović, Carlos Vinicius,Darwin Núñez                                 |
| 2º | FC Porto             | 25      | Fernando Gomes (6), Mário Jardel (4), Jackson Martínez (3), Pinga, Costuras, Slavko Kodrnja, Correia Dias, António Araújo, Azumir Veríssimo, Jacques Pereira, Domingos, Pena, Benni McCarthy, Lisandro López, Hulk,                                      |
| 3º | Sporting             | 24      | Fernando Peyroteo (6), Manuel Soeiro (2), Hector Yazalde (2), Liédson (2), Manuel Vasques, João Martins, Ernesto Figueiredo, Rui Jordão, Manuel Fernandes, Paulinho Cascavel, Jorge Cadete, Mário Jardel, Bas Dost, Pedro Gonçalves, Viktor Gyökeres (2) |
| 4º | Vitória de Setúbal   | 3       | Francisco Rodrigues (2), Rashidi Yekini |
| 4º | Belenenses           | 3       | Matateu (2), Meyong |
| 6º | Vitória de Guimarães | 2       | Edmur Ribeiro, Paulinho Cascavel |
| 7º | CUF Barreiro         | 1       | Arsénio Duarte |
| 7º | Académica            | 1       | Manuel António |
| 7º | Boavista             | 1       | Ricky |
| 7º | Farense              | 1       | Hassan |
| 7º | Beira-Mar            | 1       | Fary Faye |
| 7º | Nacional             | 1       | Nenê |
| 7º | SC Braga             | 1       | Lima |